# جون ميلدنهال
جون ميلدنهال (بالإنجليزية: John Mildenhall)‏

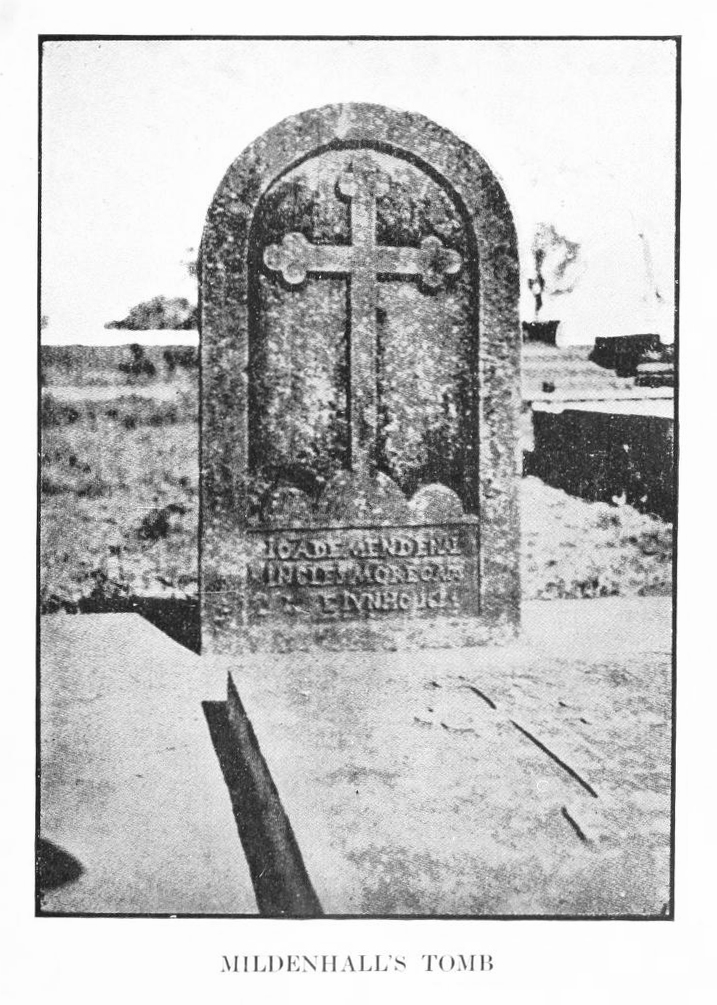
قير جون ميلدنهال

 جون ميلدنهال (1560-1614) أو جون ميدنال Midnall, مستكشف بريطاني وأحد الذين سافروا برياً إلى الهند.
وكان سفيراً لشركة الهند الشرقية البريطانية في الهند. وهو أول من سجل دفنه إنكليزيا في الهند.